# Carlos Conde
Carlos Conde Guardino (Burriana, 16 settembre 1961) è un ex calciatore spagnolo, di ruolo centrocampista.

## Carriera
Debutta nel Club Deportivo Castellón, squadra della sua provincia natale. Nella stagione 1979-1980 debutta nella Segunda División spagnola contro il Valladolid, alla quarta giornata, venendo schierato titolare dal tecnico Francisco García Gómez. Nell'annata successiva contribuisce alla promozione del club valenzano, che vince il campionato allenato da Benito Joanet, ottenendo una promozione che mancava da sette stagioni. Conde realizza cinque reti stagionali, il primo dei quali arriva il 7 dicembre 1980 contro il Cadice: nella stessa partita Conde si rende protagonista di un autogol e, successivamente, segna il gol del definitivo 3-1.
Nel mese di giugno del 1981, Conde colleziona 4 presenze con la Nazionale Under 19, mettendo a segno una doppietta nella vittoria per 3-2 contro il Paraguay.
La stagione 1981-1982 vede il Castellón impegnato in Primera División. Conde debutta in massima serie alla prima giornata, il 21 settembre 1981, in un pareggio casalingo per 1-1 contro il Las Palmas. Il 14 febbraio segna il suo primo gol nella Liga, nella sconfitta per 4-3 in casa del Barcellona.
A fine stagione il Castellón retrocede, arrivando ultimo in classifica con 12 punti. Nella stessa estate, Conde passa al Real Saragozza, rimanendo così in Liga.
Conde esordisce con gli aragonesi il 25 settembre 1982, contro il Barcellona, mandato in campo al 15' da Leo Beenhakker al posto del compagno di squadra Salvador García.
Nel 1986, allenato da Luis Costa Juan, vince la Coppa di Spagna.
L'anno successivo viene ceduto in prestito al Cadice, con cui colleziona 27 presenze in Liga e un'espulsione (arrivata il 15 novembre 1986 in una sconfitta contro il Las Palmas per 5-0). Nella stagione 1987-1988, è in prestito nel Real Oviedo, in Segunda. La squadra delle Asturie ottiene la promozione battendo ai play-off il Rayo Vallecano.
Nella stagione 1988-1989, Conde fa ritorno a Real Saragozza, ma non gioca nessuna partita e in seguito lascia il club.
A partire dalla stagione 1989-1990 milita nel Andorra Club de Fútbol, un altro club dell'Aragona, che milita in Tercera. Nel 1991 i bianconeri vincono il campionato, ottenendo la promozione in Segunda B. Guidati da Pedro Aróstegui gli aragonesi ottengono la salvezza, alla quale Conde contribuisce con 34 presenze e 9 reti. Nella stagione successiva, l'Andorra arriva terzultimo e retrocede. In seguito alla retrocessione, Conde lascia il club per passare all'Unión Deportiva Fraga, in Tercera. Al termine della stagione si ritira.

## Palmarès

### Giocatore

#### Competizioni nazionali
- Segunda División spagnola: 1

CD Castellón: 1980-1981
- Coppa di Spagna: 1

Real Saragozza: 1985-1986
- Tercera División spagnola: 1

Andorra CF: 1990-1991